# Jaskinia Miętusia
Die Höhle Jaskinia Miętusia (deutsch: Miętus-Höhle) ist eine Höhle im Tal Dolina Miętusia am Berg Ciemniak im Massiv der Westtatra (Tatra-Nationalpark) in Polen. Sie ist die viertlängste sowie eine der größten Höhlen in Polen und der Tatra. Man darf sie nur mit der Genehmigung der Nationalparkverwaltung betreten. Sie ist nur teilweise erforscht.
Der Name lässt sich als Miętus-Höhle übersetzen und geht auf das gleichnamige Tal zurück, das wiederum nach dem Geschlecht der Miętus aus Ciche benannt ist. Die Höhle liegt bei Zakopane und Kościelisko, ist 10.780 Meter lang und hat einen Eingang auf Höhe von 1273 m n.p.m..